# Breaux Bridge
Breaux Bridge ist eine Stadt in St. Martin Parish im US-Bundesstaat Louisiana. Das U.S. Census Bureau hat bei der Volkszählung 2020 eine Einwohnerzahl von 7513 ermittelt. 

## Geschichte
1799 baute Firmin Breaux, ein Akadier, der zuvor Land erworben hatte, in der Nähe des Dorfes eine Brücke, die über den Bayou Teche führte. Dies ergab den späteren Namen Breaux Bridge. Die offizielle Gründung des Ortes datiert auf den 5. August 1829. Die 33-jährige Scholastique Picou Breaux fertigte einen Stadtplan, in dem nicht nur die vorhandenen Örtlichkeiten verzeichnet waren, sondern auch ein künftiger Straßenplan. 1847 wurde  eine Kirche errichtet und 1859 wurde der Ort offiziell als Gemeinde registriert. 

## Fest

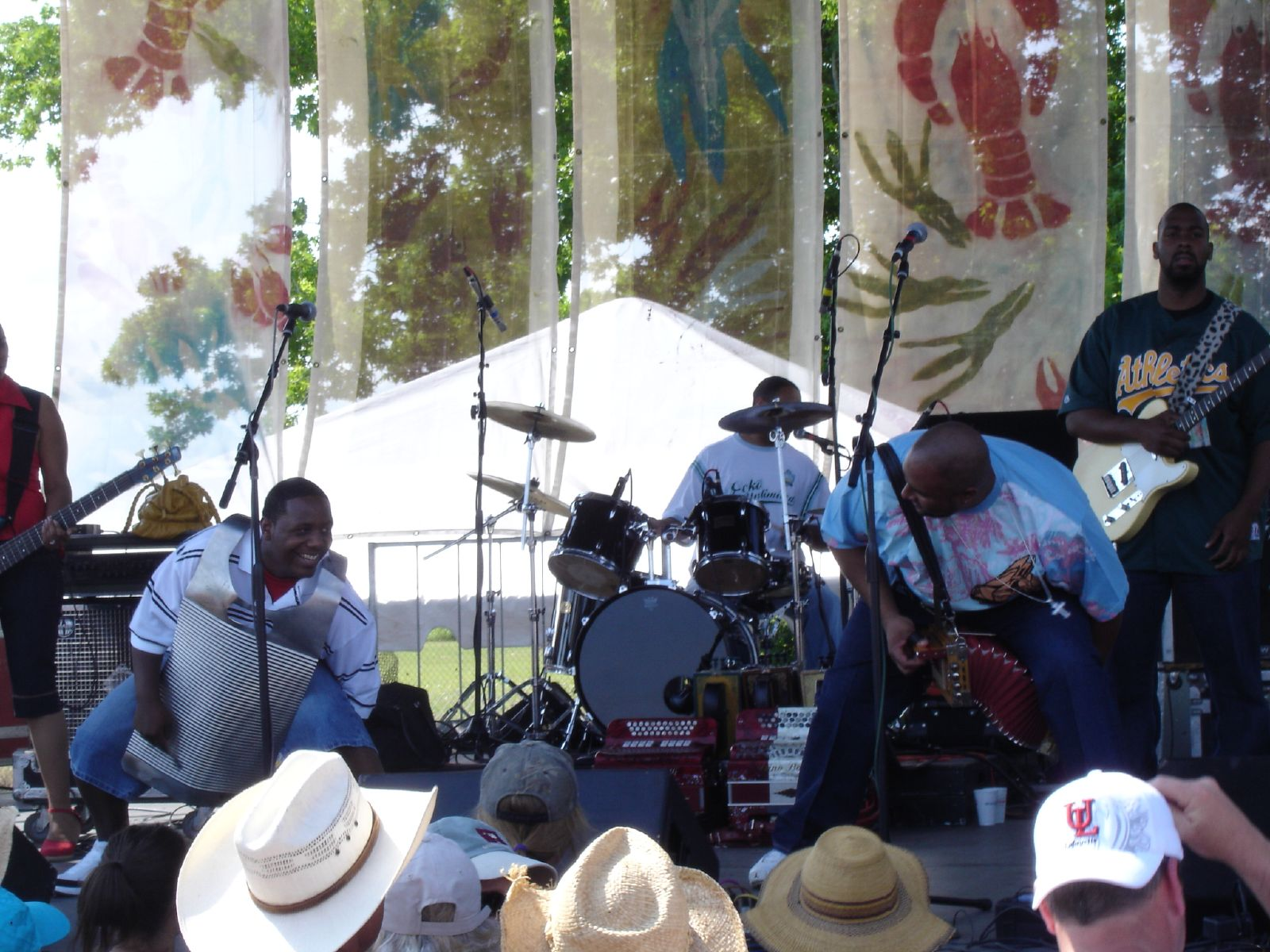
Band beim örtlichen Krebsfest

Alljährlich wird in Breaux Bridge das Flusskrebsfest gefeiert. Hier wurde angeblich das Gericht Krebsragout (crawfish etouffee) erstmals zubereitet, zuvor galten Krebse als Fastenspeise. Der Ort wurde nun bekannt durch seine Krebszüchter und zur 100-Jahr-Feier 1959 verlieh ein Mitglied der Regierung von Louisiana ihr offiziell die Bezeichnung „la capitale Mondiale de l'ecrevisse“ (deutsch: Welthauptstadt des Krebses).

## Bevölkerung
Nach der Zählung von 2000 leben 7281 Menschen in 2512 Haushalten, und 1821 Familien in der Stadt. In der Stadt sind 30,1 % unter 18 Jahren alt, 10,7 % sind 18 bis 24, 28,0 % sind 25 bis 44, 19,0 % sind 45 bis 64 und 12,2 % sind älter als 65. Das Durchschnittsalter ist 32. Auf 100 Frauen kommen 92,2 Männer.

## Persönlichkeiten

### Söhne und Töchter der Stadt
- Fernand Mouton (1878–1945), Politiker
- Scott Angelle (* 1961), Politiker
- Ali Landry (* 1973), Schauspielerin und Model
- Jake Delhomme (* 1975), Quarterback für die Carolina Panthers
- Hunter Hayes (* 1991), Countrysänger

### Bekannte Bewohner
- Sonny Landreth (* 1951), Bluesmusiker
- Branford Marsalis (* 1960), Musiker